# Età del bronzo scandinava
L'età del bronzo scandinava, o età del bronzo nordica secondo la denominazione data da Oscar Montelius, indica il periodo dell'età del bronzo in Scandinavia e Danimarca, tra il XVIII secolo a.C. e il VI secolo a.C. (1800-500 a.C. circa), nel quale si sviluppò una cultura estesa ad est fino all'Estonia e successiva alla cultura della ceramica cordata. Generalmente è ritenuta la diretta antecedente delle culture protogermaniche dell'età del ferro.

## Caratteristiche generali

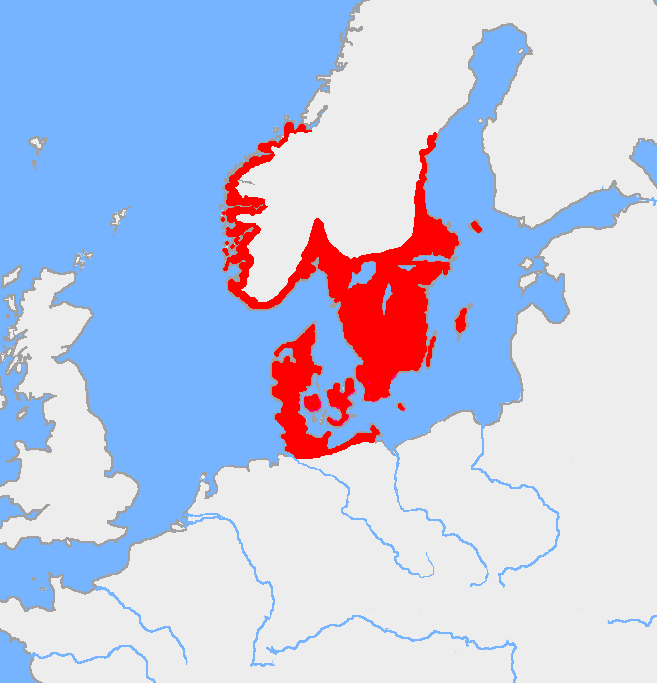
Carta della diffusione della cultura dell'età del bronzo scandinava intorno al 1200 a.C.

I siti scandinavi raggiunsero più tardi l'età del bronzo rispetto ad altri siti europei, ma conservano numerosi oggetti in buono stato di conservazione: tessuti in lana, manufatti in legno o in bronzo ed oro, di raffinata fattura, prodotti con metalli importati dall'Europa centrale.
Sono stati individuati numerosi petroglifi, che proseguono una tradizione già iniziata con l'età della pietra nordica, ma adattano in numerosi casi simboli e raffigurazioni di origine europea e mediterranea, con possibili influssi dalle culture micenea e villanoviana, dai Fenici e dall'Egitto antico, giunti attraverso le vie del commercio dell'ambra, che dalle coste del mar Baltico si ritrova fino nelle tombe micenee.
L'importanza della navigazione per queste popolazioni è mostrata dalla frequenza di raffigurazioni di navi nei petroglifi, alcune delle quali hanno forme tipicamente mediterranee, e dalle cosiddette "navi di pietra", circoli funerari di pietre infisse verticalmente nel terreno che tracciano il perimetro di una nave, che si riferiscono probabilmente alla nave funebre del defunto.
La fattura raffinata dei manufatti in bronzo e in oro, a confronto con lo stile più grossolano dei disegni, ha dato origine a teorie secondo le quali sarebbero appartenuti a culture o a ceti sociali differenti. Tuttavia la datazione dei petroglifi all'età del bronzo si basa principalmente proprio sulla raffigurazione degli oggetti nei disegni.

## Suddivisione in sotto-periodi

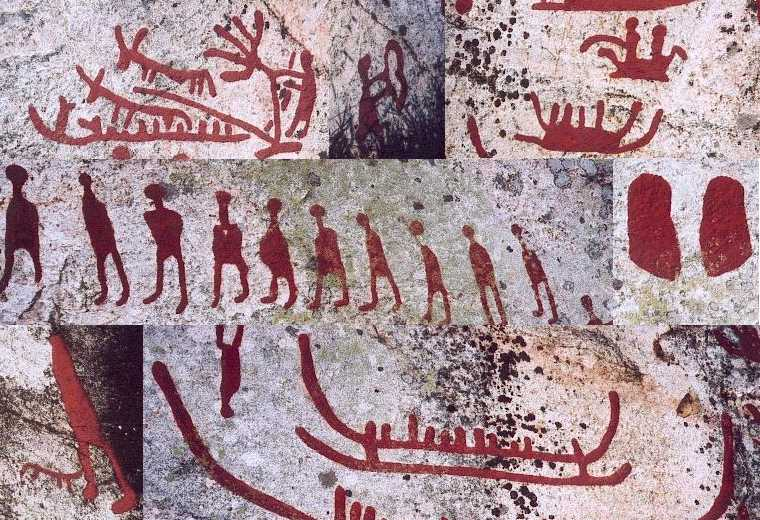
Petroglifi di Häljesta, Västmanland, Svezia, dipinti in rosso modernamente per favorirne la leggibilità.

Oscar Montelius suddivise l'età del bronzo nordica in sei sottoperiodi, ai quali faceva quindi seguito l'"età del ferro pre-romana":
- I (1800-1500 a.C.)
- II (1500-1300 a.C.)
- III (1300-1100 a.C.)
- IV (1100-900 a.C.)
- V (900-700 a.C.)
- VI (700-500 a.C.)

Un'altra suddivisione corrente è quella in età del bronzo antico (1800-1100 a.C.) ed età del bronzo recente (1100-550 a.C.).

## Clima

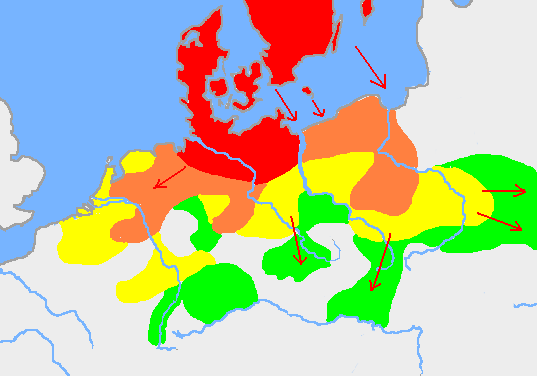
L'espansione delle tribù germaniche: in rosso gli insediamenti prima del 750 a.C., in arancione fino al 500 a.C., in giallo fino al 250 a.C. e in verde fino alla fine del I secolo a.C.

Nell'epoca in cui si diffuse la cultura dell'età del bronzo nordica, il clima era divenuto più mite, paragonabile all'attuale clima mediterraneo, in seguito ad un cambiamento climatico verificatosi intorno al 2700 a.C. Questo riscaldamento permise una crescita di popolazione e possibilità di coltivazione (in Scandinavia esisteva la vite). Un ulteriore cambiamento del clima tra la metà del IX secolo a.C. e la metà del VII secolo a.C. portò in seguito ad un clima più freddo ed umido e diede forse origine alla leggenda del Fimbulvetr nella mitologia norrena.
Questo cambiamento climatico poté spingere le tribù germaniche più a sud, verso l'Europa continentale: alcuni popoli germanici si attribuirono in epoca storica un'origine scandinava (Longobardi, Burgundi, Goti ed Eruli).
L'influenza scandinava sulla Pomerania e sulla Polonia settentrionale a partire dal III periodo fu comunque molto forte, tanto che alcuni autori includono queste regioni tra quelle della cultura dell'età del bronzo scandinava.
A causa dei cambiamenti climatici e della diminuzione della popolazione si ritiene generalmente che la cultura dell'età del bronzo scandinava sia andata incontro ad un periodo di recessione culturale nelle sue fasi finali, per circa un millennio, fino al sorgere della cultura vichinga.

## Religione
Sulla base delle raffigurazioni sui petroglifi e dei ritrovamenti archeologici, si ritiene che la religione si incentrasse sul culto di un dio solare, ritenuto percorrere il cielo su un carro trainato da cavalli e che viene raffigurato per mezzo di una figura con l'attributo di una ruota solare (un cerchio con iscritta una croce).
Nei petroglifi viene anche rappresentata una coppia di gemelli divini, riflessa nella frequente dualità degli oggetti sacri e doveva esistere anche una dea madre (Nerthus nella mitologia successiva). Una figura rappresentata nei petroglifi con un'ascia o un martello è forse una raffigurazione primitiva del più tardo dio Thor.
I sacrifici di animali, oggetti o anche di uomini erano connessi con l'acqua e i riti si svolgevano spesso in luoghi sacri presso piccoli laghi o stagni, dove sono stati rinvenuti numerosi manufatti. Erano probabilmente presenti anche riti relativi a ierogamie. Gli oggetti rituali, che venivano utilizzati nelle cerimonie, erano quindi offerti alla divinità.

## Ritrovamenti

### Petroglifi di Tanumshede

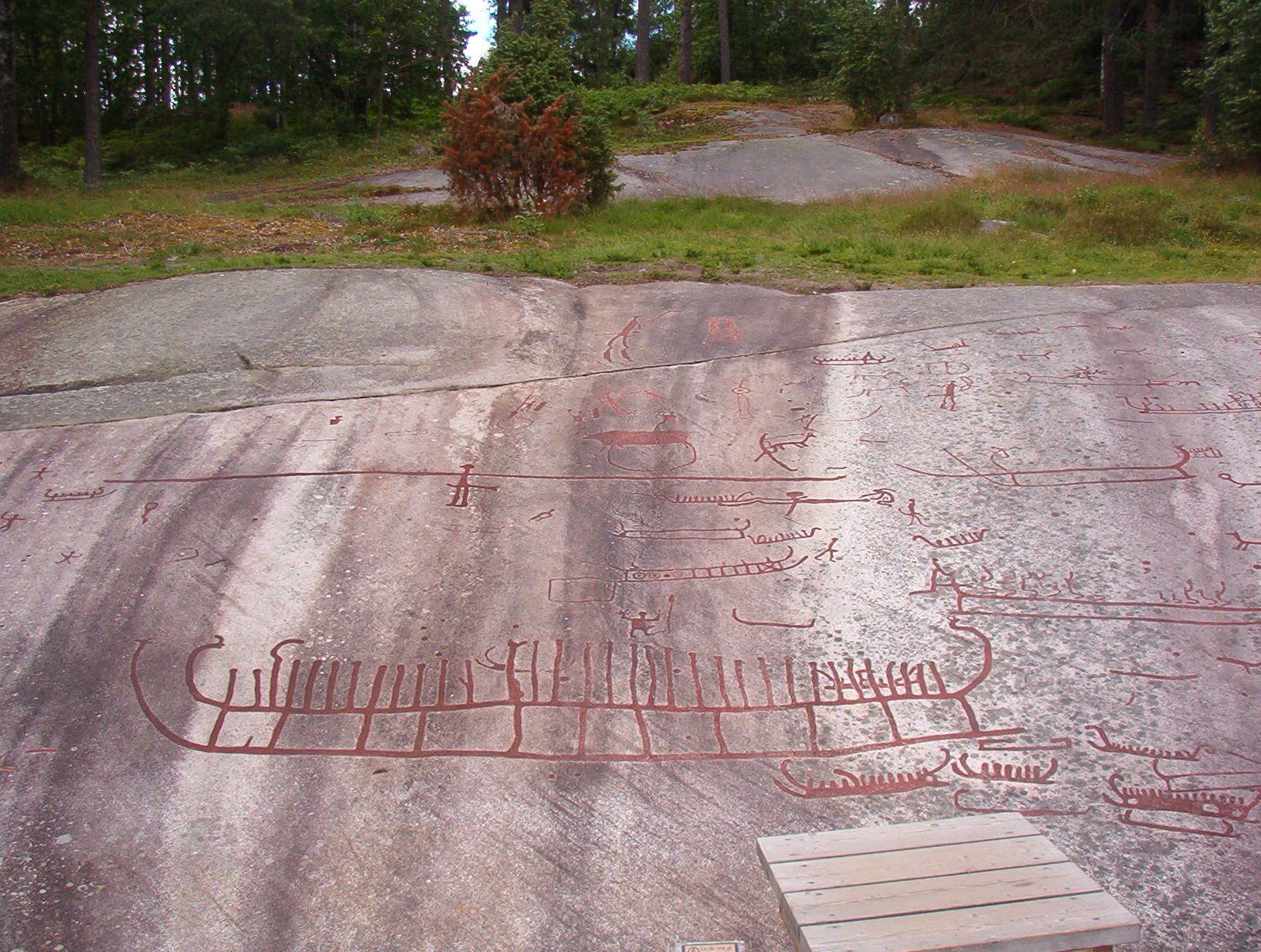
La roccia piatta di Vitlyckehäll presso Tanumshede.

Presso la cittadina di Tanumshede, nella Svezia occidentale (provincia storica del Bohuslän e län di Västra Götaland si conservano circa 3000 petroglifi, che compaiono in circa 100 scene. I petroglifi si concentrano in cinque diverse aree lungo quella che era all'epoca forse la linea di costa di un fiordo.  Molti di essi sono stati realizzati ampio masso piatto (Vitlyckehäll), scoperto nel 1972. Dal 1994 fanno parte dei Patrimoni dell'umanità dell'UNESCO.

### La "ragazza di Egtved"

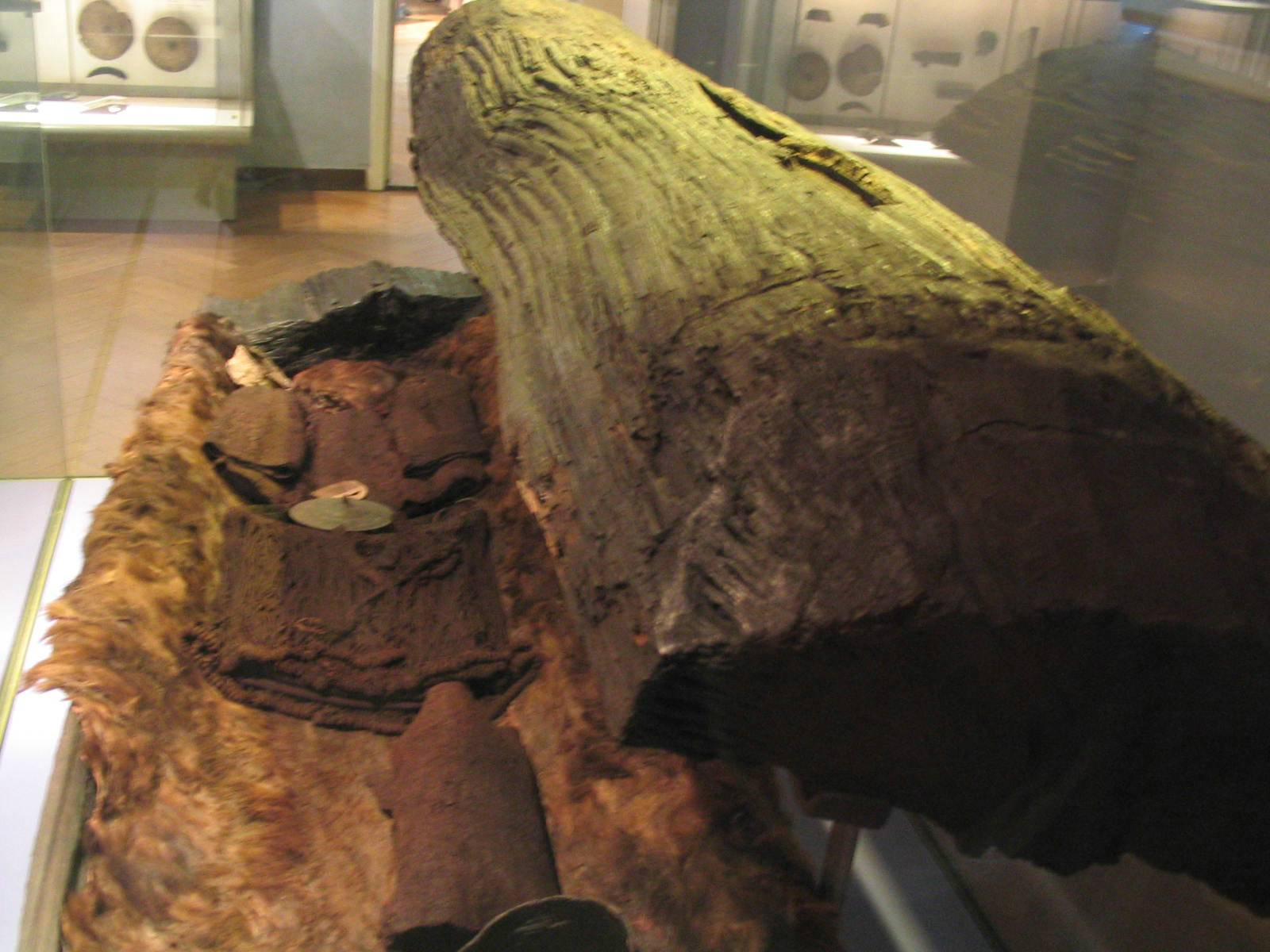
La sepoltura della ragazza di Egtved nel Museo nazionale di Danimarca

Nel 1921 fu rinvenuto presso Egtved, in Danimarca un tumulo funerario di una giovane di circa 16-18 anni, vissuta, sulla base della dendrocronologia intorno al 1370 a.C. La ragazza era stata sepolta con il suo vestito in cuoio bovino, costituito da un corpetto dotato di maniche fino al gomito e da una corta gonna di stringhe. Come accessori indossava braccialetti in bronzo e una cintura di lana chiusa da un grande disco in bronzo decorato da spirali.
Ai suoi piedi erano i resti cremati di un bambino di 5 o 6 anni. Presso la testa era stata deposta una piccola scatola in corteccia di betulla che conteneva un punteruolo, spilli in bronzo e una retina per capelli. Del corredo funebre facevano parte dei fiori e una ciotola di birra, fatta con grano, miele, mirto e mirtilli.
La conservazione dei resti si deve alla composizione acida del terreno.

### Tumulo di Håga

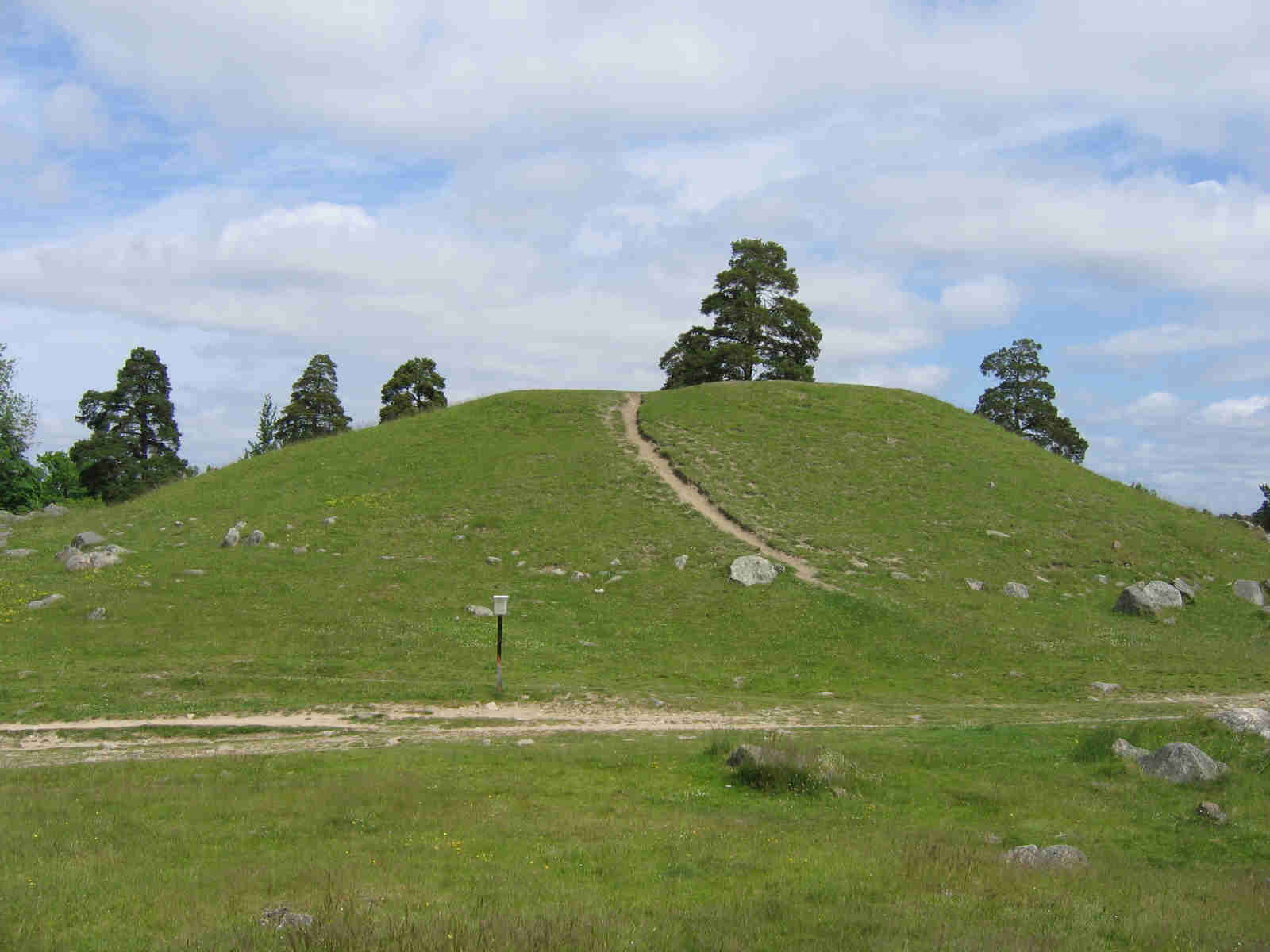
Il tumulo di Håga

Il tumulo di Håga (Hågahögen) o tumulo del re Björn (Kung Björns hög) è un kurgan che si trova nei pressi di Gamla Uppsala, in Svezia.
Alto circa 7 m e di circa 45 m di diametro, venne costruito in terra intorno all'anno 1000 a.C. in quello che allora era uno stretto istmo. Copre una camera funeraria in legno, sopra la quale era stato realizzato un accumulo di pietre.
Vi erano sepolti i resti cremati di un uomo entro un sarcofago fatto di un tronco di quercia cavo. Durante la sepoltura erano stati effettuati sacrifici umani (attestati dalla presenza di ossa umane dalle quali era stato rimosso il midollo).
Il corredo funebre si componeva di diversi oggetti in bronzo, tra i quali una spada, un rasoio, due fibule e bottoni in bronzo dorato, tutti provenienti dalla stessa officina della Sjælland.
Il tumulo venne scavato nel 1902-1903 dall'archeologo Oscar Almgren insieme al principe ereditario Gustavo Adolfo. Dei saggi minori sono stati effettuati anche nell'area circostante, rivelando la presenza di alcune case con fondazioni in pietra.
La località era menzionata, nella Saga di Hervör del XIII secolo (Hervarar saga ok Heiðreks), come Haugi e uno dei nomi del tumulo è un riferimento al re svedese menzionato nella saga Björn at Haugi, che regnava insieme al fratello Anund di Uppsala, ma preferiva risiedere nella località.

### La "tomba del re"

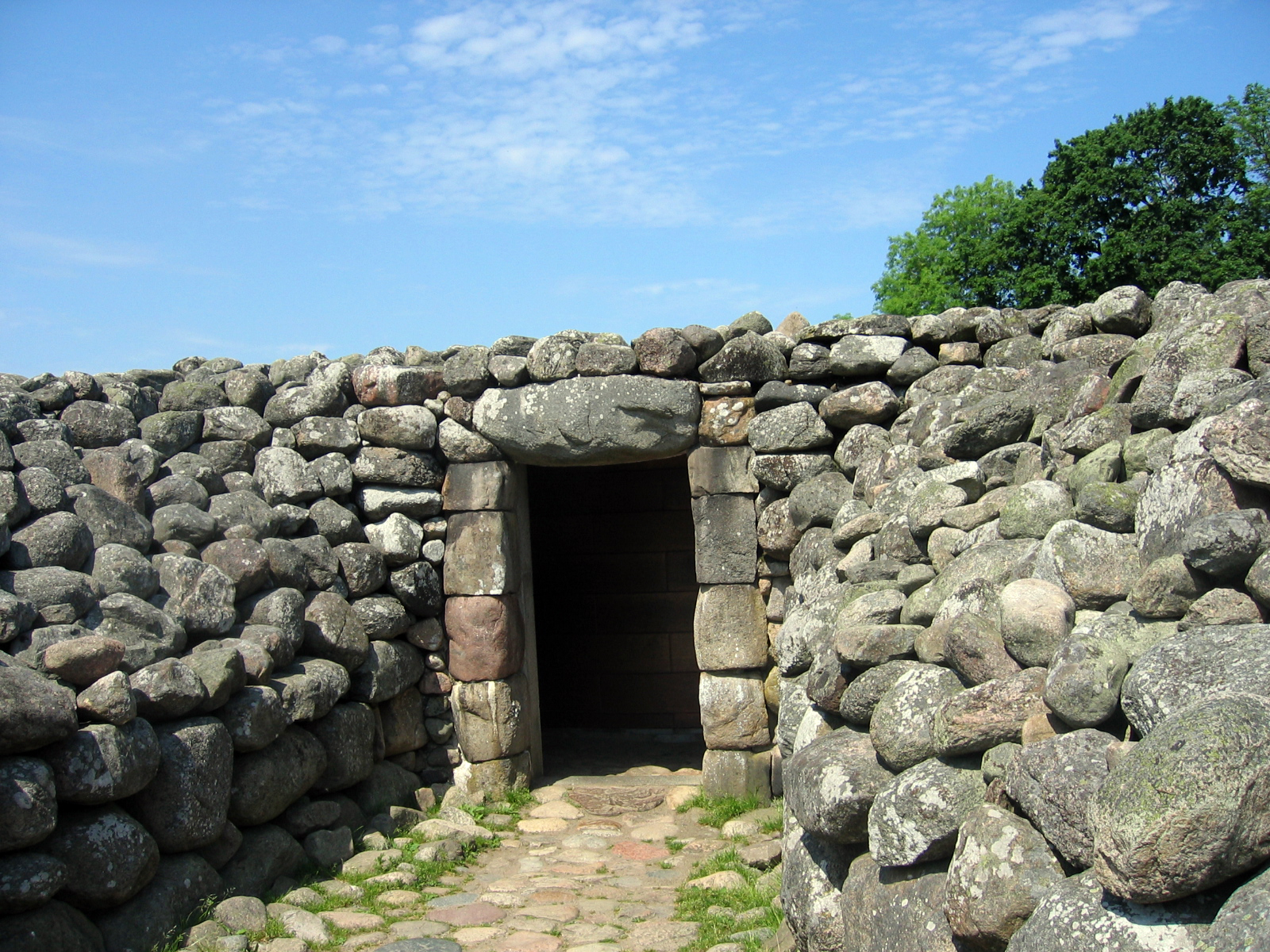
L'attuale ingresso, frutto dei restauri degli anni '30, al tumulo della "tomba del re" di Kivik.

La "tomba del re" presso Kivik (Kungagraven o Kiviksgraven), nella parte sud-orientale della provincia di Scania in Svezia.
Si tratta di un grande tumulo formato dall'accumulo di grosse pietre, che raggiunge i 75 m di diametro che contiene all'interno una camera funeraria di 3,25 m di lunghezza, all'interno della quale era contenuto un sarcofago.
Il tumulo era stato utilizzato come cava di pietra e la sepoltura venne casualmente rinvenuta da due contadini nel 1748. Solo più tardi ci si accorse che le dieci lastre in pietra che costituivano la camera funeraria erano ornate da petroglifi e due di esse scomparvero nell'epoca successiva.
Gli scavi archeologici condotti negli anni 1931-1933 sotto il tumulo permisero di individuare un insediamento dell'età della pietra. Nonostante la mancanza di rinvenimenti certamente collegati alle due sepolture, queste sono ritenute contemporanee e databili intorno al 1000 a.C. Gli scavi furono seguiti da un restauro del tumulo, basato sugli schizzi settecenteschi e su congetture, senza certezze sull'aspetto originario del tumulo. Per consentire l'accesso alla camera funeraria venne realizzato un ingresso e un corridoio.

### Tumulo di Sagaholm
Un grande accumulo di pietre risalente all'età del bronzo nordica si trova a Sagaholm, presso Jönköping. L'accumulo è circondato da una cerchio di lastre in calcare infisse nel terreno, che in origine dovevano essere più di 100 e delle quali 18 conservano petroglifi.

### Carro solare di Trundholm

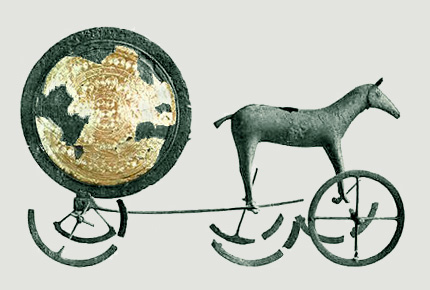
Il "carro solare" di Trhundholm

Il "carro solare di Trundholm" è un oggetto in bronzo scoperto nel 1902 negli acquitrini di Trundholm, presso Nykøbing, nella provincia di Sjælland ("Zelanda") in Danimarca.
L'oggetto è stato datato nella prima età del bronzo intorno al 1400 a.C. ed è conservato al Nationalmuseet di Copenaghen.
Doveva costituire un'offerta rituale deposta in una sepoltura andata perduta.